# Байкеры (фильм, 2023)
«Байкеры» (англ. The Bikeriders) — художественный фильм режиссёра Джеффа Николса. Главные роли в фильме исполнили Джоди Комер, Остин Батлер, Том Харди и Майкл Шеннон. Сюжет фильма, вдохновленный одноимённой фотокнигой Дэнни Лайона, рассказывает о жизни мотоклуба «Вандалы», вымышленной версии мотоклуба Outlaws MC.
Премьера фильма состоялась на 50-м кинофестивале Теллурайд 31 августа 2023 года, а его релиз в США состоялся 21 июня 2024 года. Выход фильма был сдвинут на год из-за забастовки SAG-AFTRA в 2023 году и смены дистрибьютора.

## Сюжет
В 1965 году Кэти Бауэр знакомится с Бенни Кроссом, вспыльчивым членом чикагского мотоклуба «Вандалы», и выходит за него замуж всего через пять недель. Студент-фотограф Дэнни Лайон путешествует с «Вандалами» и берёт у них интервью. От Кэти он узнаёт, что основатель клуба, Джонни Дэвис, якобы вдохновился на создание клуба после просмотра фильма Марлона Брандо «Дикарь». Лидерство Джонни ставится под сомнение, когда он отвергает предложение одного из байкеров разрешить создание новых отделений. Между ними завязывается кулачный бой, в котором Джонни побеждает. Он восстанавливает свой авторитет, но все равно даёт разрешение на расширение клуба. Новые отделения начинают формироваться по всему Среднему Западу.
В 1969 году Бенни подвергается нападению двух мужчин в баре за то, что на нём была атрибутика клуба. Во время драки ему едва не отрезают ногу лопатой. Джонни заставляет владельца назвать имена мужчин и приказывает вандалам сжечь бар. Пока Бенни восстанавливается после операции, Джонни уговаривает его прийти на сходку байкеров, против чего выступает Кэти. Джонни предлагает Бенни возглавить клуб, когда он отойдёт от дел, но Бенни отказывается.
Двадцатилетний дебошир по прозвищу Пацан просит Джонни разрешить ему и его мотоклубу присоединиться к «Вандалам». Джонни сначала отказывает им, но решает испытать Пацана, разрешив вступить только ему. Когда он выражает готовность бросить своих друзей, Джонни отказывает ему. Пацан нападает на Джонни с ножом, тот избивает его и предупреждает, чтобы он больше не возвращался.
В 1975 году Лайон берёт у Кэти интервью о судьбе «Вандалов». Она объясняет, что Джонни впал в уныние после гибели Брюси в автомобильной аварии, а клуб становился все более жестоким после того, как в его ряды вступили наркозависимые ветераны Вьетнамской войны. На вечеринке давнего члена клуба Таракана избивают новые члены, когда он в пьяном виде выражает желание покинуть клуб и стать офицером мотополиции. Кэти едва не подвергается групповому изнасилованию, пока Бенни везёт Таракана в больницу, её едва успевает спасти Джонни. Разъярённая тем, что Бенни не был на вечеринке, чтобы защитить её, она требует, чтобы Бенни ушёл из «Вандалов». Вместо этого он бросает её на несколько дней. Чтобы дать Таракану возможность безопасно покинуть клуб, Джонни берёт Бенни, чтобы инсценировать взлом его дома, где тот получает не смертельное ранение в ногу. Потревоженный растущим насилием в клубе и вновь отвергнув предложение Джонни стать лидером, Бенни уходит из клуба и уезжает из Чикаго в неизвестные края.
Пацан, теперь член отделения «Вандалов» в Милуоки, вызывает Джонни на поединок за лидерство, где стреляет и убивает его. Кэти объясняет Лайону, что после того, как Пацан возглавил «Вандалов», они превратились в крупную преступную группировку, занимающуюся торговлей наркотиками и убийствами. Старые члены банды либо подчинились, либо нашли обычную работу, либо погибли.
Бенни, узнав о смерти Джонни, возвращается домой и сдаётся. Они с Кэти переезжают во Флориду, где Бенни работает механиком в гараже своего кузена и перестал ездить на мотоциклах. Кэти говорит Лиону, что они счастливы, и Бенни не скучает по байкерскому образу жизни. Она смотрит в окно на Бенни, который улыбается, когда до него доносятся звуки мотоциклов.

## В ролях
- Остин Батлер — Бенни
- Джоди Комер — Кэти
- Том Харди — Джонни
- Майк Файст — Дэнни Лайон
- Майкл Шеннон — Зипко
- Бойд Холбрук — Кэл
- Дэймон Херриман — Брюси
- Тоби Уоллес — Пацан
- Эмори Коэн — Таракан
- Норман Ридус — Смешной Сонни

## Производство и премьера
В 2018 году Джефф Николс рассказал, что думал о создании фильма о байкерах 1960-х годов в течение пяти лет, хотя на тот момент у него не было сценария, и упомянул об этой идее на съёмочной площадке Майклу Шеннону, который, как сообщается, сказал ему: «Ты так долго говорил об этой чёртовой идее. Ты никогда не сделаешь его [фильм]». Николс действительно написал сценарий на основе своей первоначальной идеи и приступил к работе над проектом весной 2022 года, компания New Regency начала производство в мае 2022 года. В августе 2022 года стало известно, что Николс станет сценаристом и режиссёром фильма, в котором будет звёздный актёрский состав. На главные роли были утверждены Джоди Комер, Остин Батлер и Том Харди. Позднее в том же месяце к актёрскому составу присоединились Майкл Шеннон, Бойд Холбрук и Дэймон Херриман. В сентябре к актёрскому составу присоединились Тоби Уоллес, Эмори Коэн, Бо Кнапп, Карл Глусман и Хэппи Андерсон. Норман Ридус и Майк Фейст присоединились к актёрскому составу в следующем месяце.
Съёмки начались в Цинциннати в октябре 2022 года. Спортивный парк Эджвотер в Клевсе, штат Огайо, объявил, что в начале октября 2022 года на его трассе не будет гонок, хотя там были запланированы съёмки.
Премьера фильма «Байкеры» состоялась 31 августа 2023 года в качестве фильма открытия 50-го кинофестиваля Теллурайд. Изначально фильм планировалось выпустить в прокат 1 декабря 2023 года, но он был снят с проката из-за забастовки SAG-AFTRA, которая помешала актёрам продвигать фильм. После этого, 20 ноября того же года, стало известно, что кинокомпания New Regency продаёт фильм конкурирующим студиям и стриминговым платформам, и всего два дня спустя Focus Features приобрела права на глобальную дистрибуцию фильма, а её материнская компания Universal Pictures — международную дистрибуцию. 8 декабря было объявлено, что премьера фильма запланирована в США на 21 июня 2024 года.

## Отзывы и оценки
На сайте Rotten Tomatoes фильм имеет рейтинг 81 % основанный на 230 отзывах, со средней оценкой 6.9/10. На сайте говорится следующее: «Благодаря харизматичному актёрскому составу и мрачной аутентичности подхода сценариста Джеффа Николса, „Байкеры“ предлагают общепринятый, но впечатляющий взгляд на культуру мотоциклистов». На Metacritic средневзвешенная оценка составляет 70 из 100 на основе 53 рецензий.